# Oenoptila costata
Oenoptila costata là một loài bướm đêm trong họ Geometridae.